# Luz Ibarburu
Luz Ibarburu de Recagno (San José de Mayo, 20 de octubre de 1924 - Montevideo, 30 de junio de 2006) fue una activista uruguaya por los derechos humanos, una de las fundadoras de la organización Madres y Familiares de Uruguayos Detenidos Desaparecidos. Pasó los últimos treinta años de su vida dedicada al esclarecimiento del destino final de su hijo Juan Pablo Recagno y el de los desaparecidos en el marco de la coordinación represiva de las dictaduras latinoamericanas conocida como Plan Cóndor.
Su lucha contra la impunidad la convirtió en una figura emblemática en la lucha por verdad y justicia en Uruguay, y actualmente el Observatorio Luz Ibarburu, red de organizaciones sociales de Uruguay que impulsa la investigación y juicios por violaciones a los derechos humanos acaecidas durante la Dictadura cívico-militar en Uruguay (1973-1985), lleva su nombre.

## Biografía
Fue la menor de ocho hermanos, hijos de una madre católica practicante y un padre batllista progresista. Estudió en la Escuela Experimental de Malvín y en la Escuela Bélgica. Cursó la secundaria en el Liceo Francisco Bauzá e hizo Preparatorios en el Instituto Alfredo Vásquez Acevedo. Luego de un intento frustrado de seguir la carrera de Ingeniería, se matriculó en la facultad de Ciencias Económicas, donde obtuvo el título de Contadora Pública.
Siendo aún estudiante, trabajó en un banco y luego en la Oficina de Ganancias Elevadas. Antes de recibirse, en la Caja de Ahorro Postal conoce a Ademar Recagno quien sería su esposo y padre de sus dos hijos. Se recibe de Contadora en 1949 al mismo tiempo que Ademar Recagno lo hace de Escribano Público. Un año después en 1950 contraen matrimonio. El 29 de enero de 1951 nace su primer hijo Juan Pablo y en 1955 Andrés.

## Desaparición de Juan Pablo Recagno
Luz acompaña el proceso de compromiso político que asume su hijo mayor en 1968, dejando incluso su condición de católica practicante. Aunque sin asumir ninguna militancia política, sentía una profunda admiración por la entrega y la convicción de los jóvenes de la generación de su hijo, por sus ideales de construir con sus luchas un mundo más justo.
Cuando en 1972, detienen en Uruguay y procesan a su hijo Juan Pablo por sus actividades políticas, hace sus primeras armas peregrinando por todos los cuarteles del país durante siete meses sin saber dónde estaba su hijo. Cuando Juan Pablo obtuvo la libertad en 1973, se casa y se traslada a Argentina, donde fue uno de los fundadores del Partido por la Victoria del Pueblo (PVP). Allí Luz viajaba periódicamente a visitarlo. En 1976, Luz se encontraba viajando por Europa con su esposo, cuando estando en París una amiga les informa que había una lista de desaparecidos en la Argentina y uno de ellos era su hijo Juan Pablo.
Juan Pablo fue secuestrado en un operativo conjunto organizado por represores uruguayos y argentinos contra integrantes del PVP el 2 de octubre de 1976 en un bar de Buenos Aires, desde donde fue llevado al centro clandestino Automotores Orletti para nunca más conocerse su paradero.
Luz se sumió un tiempo en la desesperación, hasta que un día se impuso salir y empezar su búsqueda.
Inicia un largo y prolongado peregrinaje intentando saber dónde estaba su hijo. El Alto Comisionado de las Naciones Unidas para los Refugiados le advierte de los riesgos que corría viajando sola a la Argentina y le proporciona los teléfonos de Elisa Michelini, la esposa del senador Zelmar Michelini, asesinado en Buenos Aires, y de Violeta Malugani, madre de un compañero de militancia de su hijo, también desaparecido en Buenos Aires.
Cuando intentaba llevar su reclamo de saber que había pasado con su hijo ante uno de los integrantes del llamado Consejo de Estado a comienzos de 1977, en la sala de espera había otro matrimonio realizando gestiones similares: eran María Ester Gatti y su esposo Ramón Islas reclamando por María Emilia Islas, Jorge y Mariana Zaffaroni.

## Lucha por Verdad y Justicia
Con Violeta, María Ester Gatti, Quica Salvia, María Elena Antuña, Irma Hernández, Angélica Cáceres, Blanca Artigas y Milka González empiezan a realizar reclamos juntas y a formar un grupo de personas que tenían algún familiar desaparecido, tomando contacto con las madres de Argentina. Empiezan a acompañarlas en las marchas y las rondas. En 1979, cuando la Convención Americana sobre Derechos Humanos realiza una visita a Argentina y toma declaraciones y denuncias sobre violaciones a los derechos humanos, el grupo de familiares de desaparecidos uruguayos en la Argentina se consolidó.
En ese andar juntas, esas mujeres se relacionaron con otras madres del continente en la Federación Latinoamericana de Asociaciones de Familiares de Detenidos-Desaparecidos, contribuyendo a la gestación de herramientas jurídicas que ayudaran a erradicar la impunidad, como lo es la Convención Interamericana sobre Desaparición Forzada de Personas. Lo que originariamente fue para todas un reflejo natural ante la desaparición de sus hijos, se transformó en lucha por las libertades democráticas y por verdad y justicia. En ese proceso participó activamente Luz, se destacó en las batallas contra la Ley de Caducidad de la Pretensión Punitiva del Estado e impulsó la Comisión Nacional Pro Referéndum para hacer realidad la esperanza del voto Verde.
Fue tempranamente una de las activas promotoras de denuncias penales ante la justicia uruguaya y de otros países, en la búsqueda de lograr traspasar las vallas de la impunidad tendida por la Ley de Caducidad. En 1999 reúne en Montevideo a un pequeño número de familias de desaparecidos ítalo-uruguayos con el fin de evaluar la posibilidad de presentar un reclamo ante la justicia italiana. Esta acción es el origen del Juicio Plan Cóndor en Roma, que culminó con la condena de varios militares y civiles de Bolivia, Chile, Perú y Uruguay.
Junto a otros familiares de detenidos-desaparecidos, denunció ante la Justicia uruguaya la existencia de un "Segundo Vuelo de Orletti” utilizado por las dictaduras uruguayas y argentinas en el marco del Plan Cóndor, para trasladar clandestinamente a prisioneros políticos secuestrados en Argentina a Uruguay.
Falleció el 30 de junio de 2006 a los 81 años, sin saber el destino de su hijo.